# Sulzberg (Niederbayern)
Der Sulzberg (1146 m) ist ein Berg im Bayerischen Wald nordöstlich der Stadt Freyung und liegt im Naturpark Bayerischer Wald in ca. 4 km Entfernung zur Grenze nach Tschechien. Er ist bis auf eine kleine Rodungsfläche nahe dem Gipfel vollständig bewaldet. Über seinen Kamm führte früher der Goldene Steig.
Die nächste Siedlung ist der Ortsteil Bischofsreut der Gemeinde Haidmühle. Nächste benachbarte Berge sind südwestlich der Haidel (1146 m) und in Tschechien nordöstlich der Žlebský kop. (1079 m).

## IMS-Station
Am Sulzberg befinden sich zwei der deutschen Messstationen des IMS (International Monitoring System) zur Überwachung des Kernwaffenteststopp-Vertrages. Die seismische Primärstation GERES (PS19) besteht aus 25 Seismometern die in einem Radius von zwei Kilometern installiert sind. Die fünf Messstellen des 26DE (IS26) detektieren Infraschall. Die günstigen geologischen Voraussetzungen führten zur hiesigen Errichtung der Messstellen.